# Ryu Goto
Pour les articles homonymes, voir Goto.
 (septembre 2024).
La mise en forme du texte ne suit pas les recommandations de Wikipédia : il faut le « wikifier ».
Les points d'amélioration suivants sont les cas les plus fréquents. Le détail des points à revoir est peut-être précisé sur la page de discussion.
- Les titres sont pré-formatés par le logiciel. Ils ne sont ni en capitales, ni en gras.
- Le texte ne doit pas être écrit en capitales (les noms de famille non plus), ni en gras, ni en italique, ni en « petit »…
- Le gras n'est utilisé que pour surligner le titre de l'article dans l'introduction, une seule fois.
- L'italique est rarement utilisé : mots en langue étrangère, titres d'œuvres, noms de bateaux, etc.
- Les citations ne sont pas en italique mais en corps de texte normal. Elles sont entourées par des guillemets français : « et ».
- Les listes à puces sont à éviter, des paragraphes rédigés étant largement préférés. Les tableaux sont à réserver à la présentation de données structurées (résultats, etc.).
- Les appels de note de bas de page (petits chiffres en exposant, introduits par l'outil «  Source ») sont à placer entre la fin de phrase et le point final[comme ça].
- Les liens internes (vers d'autres articles de Wikipédia) sont à choisir avec parcimonie. Créez des liens vers des articles approfondissant le sujet. Les termes génériques sans rapport avec le sujet sont à éviter, ainsi que les répétitions de liens vers un même terme.
- Les liens externes sont à placer uniquement dans une section « Liens externes », à la fin de l'article. Ces liens sont à choisir avec parcimonie suivant les règles définies. Si un lien sert de source à l'article, son insertion dans le texte est à faire par les notes de bas de page.
- La présentation des références doit suivre les conventions bibliographiques. Il est recommandé d'utiliser les modèles {{Ouvrage}}, {{Chapitre}}, {{Article}}, {{Lien web}} et/ou {{Bibliographie}}. Le mode d'édition visuel peut mettre en forme automatiquement les références.
- Insérer une infobox (cadre d'informations à droite) n'est pas obligatoire pour parachever la mise en page.

Pour une aide détaillée, merci de consulter Aide:Wikification.
Si vous pensez que ces points ont été résolus, vous pouvez retirer ce bandeau et améliorer la mise en forme d'un autre article.
Ryu Goto (五嶋 龍, Gotō Ryū), né le 13 juillet 1988, est un violoniste américain. Goto attire l'attention en tant qu'enfant prodige, se produisant pour la première fois à l'âge de sept ans au Pacific Music Festival de Sapporo, au Japon.
En 2006, sa première tournée dans 12 villes du Japon se déroule à guichet fermé.

## Enfance
La mère de Goto est violoniste. Sa demi-sœur aînée (de 17 ans), Midori, est une violoniste de renommée internationale. Goto a commencé à jouer du violon à l'âge de trois ans. Il attribue à sa mère le succès de sa demi-sœur et de lui-même en tant que musiciens.

## Carrière
Goto se produit au niveau international en tant que soliste avec le London Symphony Orchestra, l'Orpheus Chamber Orchestra, l'Orchestre philharmonique de Shanghai, l'US National Symphony Orchestra, le London Philharmonic Orchestra, le Toscanini Symphonica en Italie, le New Zealand Symphony Orchestra, le Bamberg Symphony, le New Symphony Orchestra (Bulgarie), l'Orchestre des jeunes de l'UE, le Vancouver Symphony Orchestra et le KZN Philharmonic Orchestra d'Afrique du Sud,.
Il se produit dans des lieux prestigieux tels que le Carnegie Hall, le Kennedy Center, le Tokyo Suntory Hall, l'Opéra de Sydney, le Shanghai Grand Theater, le Taipei National Concert Hall, le Musikverein de Vienne, l'Herkulessaal de Munich et le Philharmonic Hall Gasteig.
Il joue au World Trade Center de New York, lors de la cérémonie officielle de commémoration du 11 septembre en 2003 et lors des concerts commémoratifs pour la paix à Hiroshima et Nagasaki en 2005.
En 2005 également, Universal Music signe Goto sur son label Deutsche Grammophon.
En 2009, Goto joue avec le Ditto Ensemble en Corée du Sud, puis avec eux durant l'été 2010, au Japon.
En 2010, il fait ses débuts au Carnegie Hall. En 2014, il représente le Japon au Festival Internacional Cervantino au Mexique.
Goto est diplômé de l'Université de Harvard avec un BA en physique en 2011. Il jouait régulièrement avec l' Orchestre de la Société Bach,.

## Style de jeu
Goto a été influencé par des guitaristes électriques tels que Jimi Hendrix, et utilise parfois un style de jeu « agressif » décrit comme « féroce » ou « fougueux ».

## Instrument
Goto joue sur le violon Stradivarius « Jupiter, ex-Goding » de 1722 qui lui est prêté par la fondation Nippon Music depuis décembre 2013. Avant cela, Midori jouait ce Stradivarius.

## Vie personnelle
Goto possède une ceinture noire de karaté et est titulaire d'un diplôme en physique de Harvard (2011), où il est membre du Phoenix SK Club. Il joue également de la guitare.
En plus du classique, il aime le jazz, la pop et la musique électronique.

## Discographie
DVD:
- Ryu Goto, Brahms Concerto pour violon en ré majeur Op. 77 – mai 2006
- Ryu Goto, Récital de violon 2006 – mars 2007

- Ryu – juillet 2005
- 'Ryu Goto, Récital de violon 2006 – janvier 2007
- Concert au Suntory Hall 2004 – août 2007
- Les Quatre Saisons – juin 2009